# Smírčí kříž v Dubicku

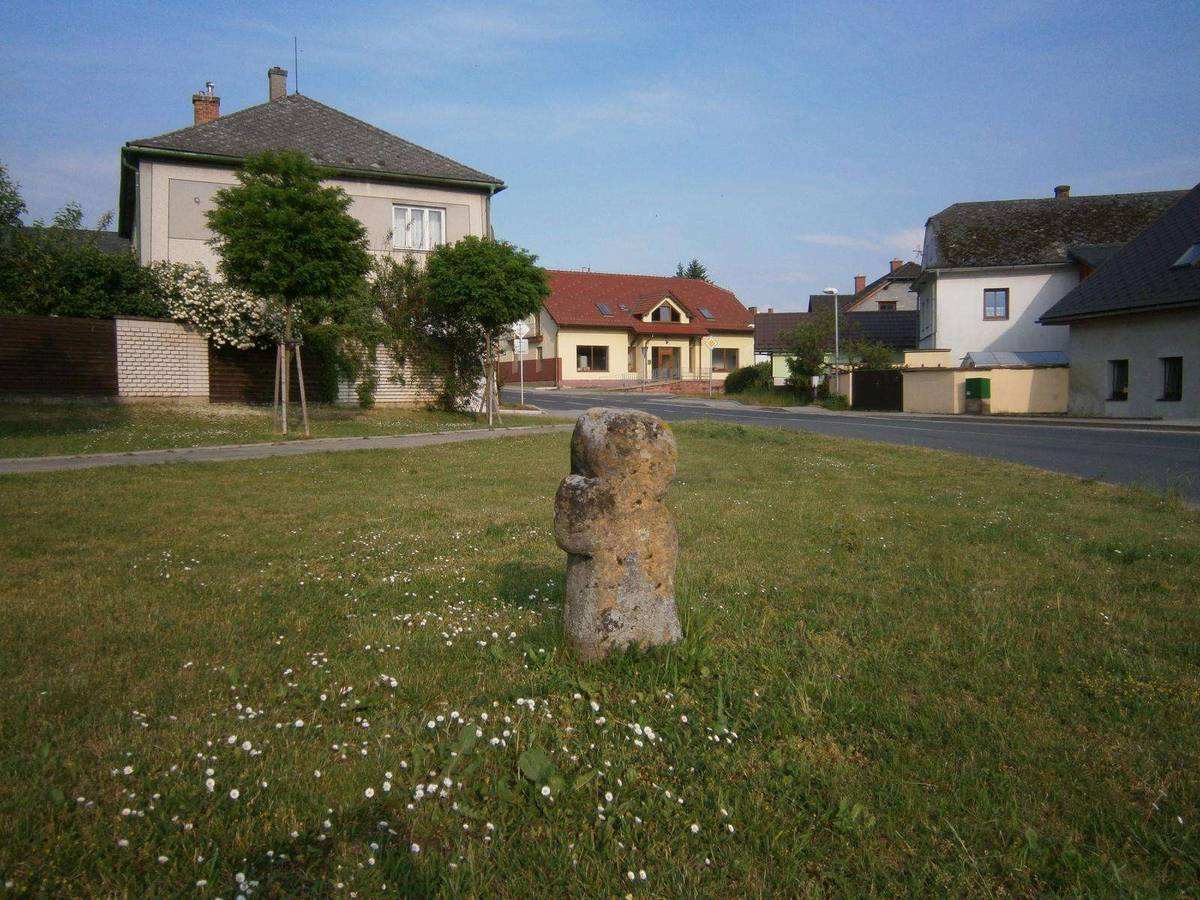

Smírčí kříž stojí na návsi v parčíku poblíž památníku padlým v první světové válce v obci Dubicko v okrese Šumperk a je kulturní památkou České republiky.

## Popis
Smírčí kříž nestojí na svém původním místě, v průběhu doby byl několikrát přesunut. Jeho stáří se klade do 16. století, v regionální literatuře je uváděn jako cyrilometodějský. Kříž je zhotoven z maletínského pískovce. Při pohledu ze silnice je jeho pravé rameno uraženo, Kříž je vysoký 0,78–0,80 m.